# El Parral
El Parral è un comune spagnolo di 128 abitanti situato nella comunità autonoma di Castiglia e León.